# Karyopyknoseindex
Der Karyopyknoseindex ist ein Messwert, der in der gynäkologischen Zytodiagnostik Verwendung findet. Er gibt ein Zahlenverhältnis von Vaginalzellen in verschiedenen Entwicklungsstadien an. Damit lässt sich der Einfluss von Östrogen auf die Vagina abschätzen.

## Anwendung
Diese diagnostische Hilfe findet Anwendung in der Entwicklungsdiagnostik (z. B. bei Pubertas tarda), in der Zyklusbeurteilung(z. B. bei Amenorrhö), in der hormonalen Fluordiagnostik, in der Tumordiagnostik (bei östrogenaktiven Tumoren) sowie zum Testen neuer Östrogene und Gestagene.

## Durchführung
Es wird ein Abstrich vom äußeren Muttermund und aus dem Gebärmutterhals entnommen und dann nach Papanicolaou gefärbt. Unter dem Mikroskop werden die Zellen bewertet und ausgezählt. Der Karyopyknoseindex ist die Anzahl der kondensierten karyopyknotischen Zellen in 100 Intermediär- oder Superfizialzellen.

## Auswertung
Durch Östrogeneinfluss nimmt der Anteil der karyopyknotischen Zellen zu. Unter Östrogentherapie kann er deshalb 100 erreichen. Im Gegensatz dazu findet man bei Atrophie null karyopyknotische Zellen. In der Proliferationsphase beträgt der Index 0 bis 32, während der Ovulation 12 bis 90, um dann in der Sekretionsphase wieder auf 0 bis 47 zu fallen.

## Alternativen
Der Östrogenspiegel im Blut kann auch direkt gemessen werden. Darüber hinaus wird der Schleim in der Zervix unter Östrogeneinfluss besonders spinnbar und zieht lange Fäden. Auf dem Objektträger kristallisiert er aus und bildet so das Farnkrautphänomen.